# Cornua

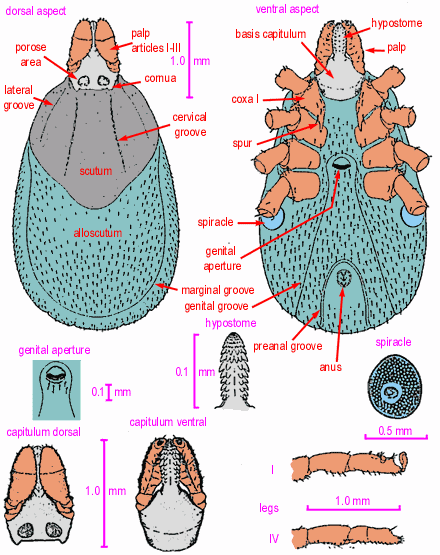
Budowa samicy z rodzaju Ixodes. Cornua zaznaczone na lewym górnym rysunku

Cornua (l.poj. cornu) – u pajęczaków z rzędu kleszczy to para wyrostków na grzbietowej powierzchni części nasadowej gnatosomy (basis capituli). Wychodzą one z tylno-bocznych kątów jej grzbietowej listewki. Mogą być dobrze lub słabo widoczne, a u niektórych gatunków brak ich w ogóle. Niekiedy w ich budowie przejawia się dymorfizm płciowy, np. u Haemaphysalis concinna samce mają je zwieńczone spiczasto, a samice tępo.